# NXT TakeOver: Tampa Bay
NXT TakeOver: Tampa Bay was een geplande professioneel worstelshow en WWE Network evenement dat georganiseerd werd door WWE en zou plaats vinden op 4 april 2020 in het Amalie Arena in Tampa, Florida, maar is echter geannuleerd wegens het coronapandemie. De geplande wedstrijden voor het evenement werden verplaats naar meerdere afleveringen van NXT en werden daarop uitgezonden vanaf 1 april 2020.

## Productie

### Verhaallijnen
Voordat het evenement werd geannuleerd, was er 1 match bevestigd voor het evenement. Op 26 februari 2020, bij een aflevering van NXT, kondigde General Manager William Regal aan, dat er een ladder wedstrijd zou komen om de eerst volgende tegenstander te bepalen voor het NXT Women's Championship. Bovendien onthulde Regal dat de deelnemers aan de ladderwedstrijd zouden worden bepaald door middel van een reeks kwalificatiewedstrijden die meerdere keren werden gehouden. Chelsea Green, Mia Yim, en Tegan Nox werden respectievelijk gekwalificeerd door Shotzi Blackheart, Dakota Kai en Deonna Purrazzo te verslaan. Na de aankondiging van de annulering van het evenement, bleven de overgebleven deelnemers aan de ladderwedstrijd zich kwalificeren op NXT.

## Geplande matches
| Nr. | Match                                                                  | Winnaar(s) | Opmerkingen                                                                                 |
| --- | ---------------------------------------------------------------------- | ---------- | ------------------------------------------------------------------------------------------- |
| 1   | Chelsea Green vs. Mia Yim vs. Tegan Nox vs. N.T.B. vs. N.T.B vs. N.T.B | N.V.T.     | Ladder match om de eerst volgende tegenstander te worden voor het NXT Women's Championship. |